# Ceculo
Ceculo, o Cecolo (in latino Caeculus), è un personaggio della mitologia romana, figlio di Vulcano e di Preneste.
Preneste, mentre stava seduta presso la fucina del nume, fu colpita da una scintilla che la ingravidò; partorì un bambino a cui diede il nome di Ceculo perché aveva gli occhi piccolissimi. Fu quindi da lei esposto vicino ad un tempio di Giove; le sacerdotesse di quel tempio, avendolo trovato quasi morto di freddo, lo portarono per riscaldarlo vicino ad un gran fuoco, il che fece dire ch'egli doveva la vita a Vulcano.
Catone nelle Origines dà una versione leggermente diversa della sua parentela col fabbro divino: alcune vergini, andando ad attingere acqua, trovarono Ceculo in mezzo al fuoco e perciò pensarono che egli fosse figlio di Vulcano.
Una volta divenuto adulto, Ceculo si mise a capo di una truppa di ladroni ma, stancatosi presto di questo genere di vita, fondò una città nell'antico Lazio, che chiamò Preneste in memoria di sua madre, e ne divenne re. Con l'aiuto del padre Vulcano, la popolò con abitanti provenienti dai dintorni.
Ceculo combatté poi alla testa delle sue milizie nell'esercito di Turno contro i Troiani che Enea aveva condotto in Italia. 
Assieme al condottiero marso Umbrone, lottò eroicamente prima di venire ucciso da Enea.
La gens patrizia dei Caecilii pretendeva di discendere da Ceculo.